# Onyekachi Apam
Onyekachi Apam (ur. 30 grudnia 1986 w Abie) – piłkarz nigeryjski grający na pozycji środkowego obrońcy.

## Kariera klubowa
Onyekachi pochodzi z miasta Aba, ale piłkarską karierę rozpoczął w Enugu, w tamtejszym klubie Enugu Rangers International. W 2004 roku zadebiutował w jego barwach w nigeryjskiej pierwszej lidze i występował tam przez półtora roku. Największym sukcesem w tym okresie był awans do finału Pucharu Nigerii, jednak jego klub przegrał 0:1 z Dolphin FC.
Latem 2005 roku Apam wyjechał do Francji i podpisał kontrakt z tamtejszym zespołem OGC Nice. W sezonie 2005/2006 występował w czwartoligowych amatorskich rezerwach, a latem 2006 awansował do kadry pierwszej drużyny. W Ligue 1 zadebiutował 29 października w wygranym 2:1 domowym spotkaniu z Olympique Marsylia. W sezonie 2006/2007 rozegrał 22 spotkania i pomógł klubowi z Nicei w utrzymaniu w lidze.
29 czerwca 2010 roku Apam podpisał 4–letni kontrakt z Stade Rennais FC. W końcu gra swój pierwszy mecz po 18 miesiącach od czwartek, 15 grudnia 2011 roku w Liga Europy przeciwko Atletico Madryt.
| Sezon   | Klub             | Kraj              | Rozgrywki      | Mecze | Bramki | Rozgrywki Europy | Mecze | Bramki |
| ------- | ---------------- | ----------------- | -------------- | ----- | ------ | ---------------- | ----- | ------ |
| 2004    | Enugu Rangers    | Nigeria           | Premier League | ?     | ?      | -                | -     | -      |
| 2005    | Enugu Rangers    | Nigeria           | Premier League | ?     | ?      | -                | -     | -      |
| 2005/06 | OGC Nice B       | Francja           | CFA            | 9     | 0      | -                | -     | -      |
| 2006/07 | OGC Nice         | Francja           | Ligue 1        | 22    | 0      | -                | -     | -      |
| 2007/08 | OGC Nice         | Francja           | Ligue 1        | 30    | 0      | -                | -     | -      |
| 2008/09 | OGC Nice         | Francja           | Ligue 1        | 30    | 1      | -                | -     | -      |
| 2009/10 | OGC Nice         | Francja           | Ligue 1        | 23    | 0      | -                | -     | -      |
| 2010/11 | Stade Rennais FC | Francja           | Ligue 1        | 0     | 0      | -                | -     | -      |
| 2011/12 | Stade Rennais FC | Francja           | Ligue 1        | 12    | 0      | Liga Europy UEFA | 1     | 0      |
| 2012/13 | Stade Rennais FC | Francja           | Ligue 1        | 11    | 0      | -                | -     | -      |
| 2013/14 | Stade Rennais FC | Francja           | Ligue 1        | 1     | 0      | -                | -     | -      |
| 2014    | Seattle Sounders | Stany Zjednoczone | MLS            | 0     | 0      | -                | -     | -      |

## Kariera reprezentacyjna
W 2005 roku Apam wziął udział wraz z młodzieżową reprezentacją Nigerii U-20 w Mistrzostwach Świata U-20. Na turnieju tym wywalczył wraz z partnerami wicemistrzostwo świata. W pierwszej reprezentacji Apam zadebiutował w 2006 roku. W 2008 roku Berti Vogts powołał go do kadry na Puchar Narodów Afryki 2008. W 2008 roku został powołany do reprezentacji U-23 na Igrzyska Olimpijskie w Pekinie, gdzie Nigeria zdobyła srebrny medal.

## Sukcesy

### Reprezentacyjne
- Nigeria
  - finalista Mistrzostwa świata U-20 w piłce nożnej: 2005
  - Srebrny medal Piłka nożna na Letnich Igrzyskach Olimpijskich 2008: 2008
  - 3. miejsce Puchar Narodów Afryki 2010: 2010